# Emilios Solomou
Emilios Solomou (Nicosia, 1971) è uno scrittore cipriota.
Nel 2013 si è aggiudicato il Premio letterario dell'Unione europea con The Diary of an Infidelity .